# William Habington
William Habington (* 4. November 1605 in Hanlip Hall, Worcestershire; † 30. November 1654) war ein englischer Dichter, Historiker und Dramatiker, der zu den Cavalier poets gezählt wird.
Habington kam aus einer angesehenen katholischen Familie. Sein Vater Thomas Habington (1560–1647) war Historiker und wegen des Verdachts der Teilnahme an einer Verschwörung zur Befreiung von Maria Stuart (Babington Plot), in dessen Folge sein Bruder Edward hingerichtet wurde, und wegen Beherbergung von Jesuiten, die der Teilnahme am  Gunpowder Plot verdächtig waren, inhaftiert. Seine Biographie von Eduard IV. gab William Habington heraus. 
William besuchte die Jesuitenschule in Saint-Omer, wich aber nach Paris aus, als er Druck verspürte, dem Orden beizutreten. 1632 heiratete er Lucy, die Tochter von Sir William Herbert, 1. Baron Powis (um 1573–1655). 1634 veröffentlichte er anonym einen Gedichtband Castara (weitere erweiterte Auflagen erschienen 1635 und 1640).
Außer Gedichten veröffentlichte er auch eine Tragikomödie The Queen of Arragon (1640) und Essays Observations upon History (1641).